# Two Hours Traffic
Two Hours Traffic est un groupe de rock indépendant canadien, originaire de Charlottetown, sur l'Île-du-Prince-Édouard. Il est formé en 2000 et qui compte parmi les groupes contemporains les plus connus et couronnés de prix mineurs de la petite province canadienne.

## Biographie
Formé par Liam Corcoran (chant solo et guitare), et Alec O'Hanley (guitare, claviers, et chant), le groupe recrute le bassiste Andrew MacDonald et le batteur Derek Ellis en 2002 apr-s s'être rencontrés pendant leurs études à l'université de l'Île-du-Prince-Édouard. Âgés de 19 ans, le quatuor enregistre une démo intitulée The April Storm. Après avoir donné quelques copies de l'EP au musicien canadien Joel Plaskett pendant une performance à Charlottetown, une relation collaborative se forme. En 2005, le groupe publie son premier album simplement intitulé Two Hours Traffic, sur lequel il travaille directement avec Plaskett, qui a produit l'album et ajouté des morceaux de guitare à deux pistes (3 et 10).
Le groupe tourne avec divers artistes issus de la côte est du pays dont Plaskett, In-Flight Safety, et Wintersleep. Leur album homonyme est nommé aux East Coast Music Awards, dans la catégorie album rock de l'année. Leurs clips Better Sorry than Safe, Stuck for the Summer et Jezebel sont diffusés à MuchMusic. Le groupe sort un EP six titres intitulé Isolator le 26 septembre 2006.
Leur deuxième album, Little Jabs, produit par Joel Plaskett, est publié au label Bumstead Records en juillet 2007. Le réalisateur de documentaire Ron Man réalisera le clip pour Jezebel. Little Jabs est le plus grand succès du groupe en date, atteignant le top 10 du Canadian College Radio Top 50 établi par le magazine Chart.
Le groupe remporte les prix de groupe de l'année et d'album alternatif aux Music P.E.I. Awards de 2007. Leurs morceaux sont utilisés dans des émissions comme Gossip Girl, The OC, The Secret Life of the American Teenager, Les Frères Scott et Castle. En 2008, Little Jabs est nommé pour un Prix de musique Polaris. Leur album Territory est produit par Plaskett et mixé par Howard Redekopp.
En septembre 2011, le groupe annonce sa séparation avec le guitariste Alec O'Hanley. Le 26 janvier 2012, le groupe annonce l'arrivée de Nathan Gill (The North Lakes) à la guitare. Leur quatrième album, Foolish Blood, est publié le 19 février 2013.
Le 28 octobre 2013, le groupe annonce une tournée d'adieu en décembre dans toutes les grandes villes du Canada. La séparation serait due à des divergences créatives. Corcoran clarifie que, malgré le succès du groupe, la séparation était inévitable car elle parlait trop de business.

## Membres
- Liam Corcoran - chant (2000-2013)
- Andrew MacDonald - basse (2000-2013)
- Derek Ellis - batterie, percussions (2000-2013)
- Nathan Gill - guitare basse (2012-2013)
- Alec O'Hanley - guitare (2000-2011)

## Discographie
- 2003 : The April Storm (EP)
- 2005 : Two Hours Traffic
- 2006 : Isolator (EP)
- 2007 : Little Jabs
- 2009 : Territory
- 2012 : Siren Spell (EP)